# Die Olsenbande ergibt sich nie
Die Olsenbande ergibt sich nie ist eine dänische Kriminalkomödie aus dem Jahr 1979. Es handelt sich um den elften Film mit der Olsenbande. 

## Handlung
Ein Einbruch der Olsenbande in den Tresor einer Firma geht schief: Unerwartet taucht der neue Direktor auf, der obendrein noch das Bargeld, das sein verstorbener Vorgänger im Tresor aufzubewahren pflegte, gegen Schecks und Kreditkarten ausgetauscht hat. Egon wird wieder einmal verhaftet. 
Nach seiner Haftentlassung ist Egon wie verändert: Er hat im Gefängnis einen Management-Kurs besucht und will sich nun an modernen Finanzgeschäften beteiligen. Sein Ziel ist es, an Aktien des renommierten Kaufhauses Magasin du Nord zu kommen. Die Aktienmehrheit daran gehört der Holdinggesellschaft Daninvest, die seit langem rote Zahlen schreibt und daher ihre Geschäftsbücher fälscht. Egon hat den Auftrag, die echten Geschäftsbücher zu beschaffen und sie bei dem Bankier Bang-Johansen und dessen Angestelltem Hallandsen abzuliefern. Diese wollen daraufhin Daninvest liquidieren und Egon mit den Aktien des Magasin du Nord bezahlen. 
Yvonne kommt dieser Plan sehr gelegen, ist sie doch im Begriff Großmutter zu werden, da Børge und seine Frau Fie ihr erstes Kind erwarten. Ein Kaufhaus, ist sie der Überzeugung, habe alles, was so ein Baby braucht.
Der Coup bei Daninvest gelingt der Olsenbande innerhalb von nur 2 Minuten und 43 Sekunden. Egon liefert die echten Geschäftsbücher in Bang-Johansens Bankhaus ab. Bang-Johansen gehört einem europaweiten Ring von Geschäftsleuten an, dem EMCA, die im Auftrag der Politiker die Kontrolle der gesamten Wirtschaft Westeuropas übernehmen sollen. Von diesem Plan darf absolut nichts an die Öffentlichkeit dringen.
Bang-Johansen und Hallandsen halten jedoch ihr Wort gegenüber Egon nicht, stattdessen lässt Bang-Johansen das Magasin du Nord kurzerhand schließen. Er will nach Brüssel reisen, um die Akten über die EMCA im dortigen EG-Hauptquartier einzulagern. Unterwegs jedoch wird er von der Olsenbande mit Hilfe eines Gabelstaplers aufgehalten, und Egon kann den Dokumentenkoffer aus dem Kofferraum seiner Limousine stehlen. Als er daraufhin Hallandsen mit den Dokumenten konfrontiert, lässt dieser ihn kurzerhand vom Dummen Schwein kidnappen. Kjeld und Benny können ihn jedoch befreien.
Die Bande reist nun ins Brüsseler EG-Hauptquartier, wo die Akten bis zu einem informellen Treffen der EG-Regierungschefs, das in Kopenhagen stattfinden soll, aufbewahrt werden sollen. Es gelingt der Olsenbande jedoch, den Koffer wieder in ihren Besitz zu bringen, auch wenn Kjelds mitgebrachtes Kuchenpaket irrtümlich für eine Bombe gehalten und „entschärft“ wird. 
Zurück in Kopenhagen, bringt Egon den Koffer in Hallandsens Büro. Unerwartet taucht jedoch Kommissar Jensen auf, der eine Durchsuchung vornimmt. Egon kann sich zwar rechtzeitig verstecken, der Koffer wird jedoch von Jensen beschlagnahmt. Bis zum Treffen der Staatsmänner, das im Privathaus des zuständigen Ministers stattfinden soll, werden die Dokumente in einem gepanzerten Koffer im Polizeipräsidium aufbewahrt, für den der Minister den Schlüssel erhält. Am Abend des Treffens soll Jensen den Koffer zum Haus des Ministers bringen. 
Zunächst stiehlt die Olsenbande den Schlüssel aus dem Haus des Ministers, dessen Gattin eine Schwäche für Portwein und einen Reinigungszwang hat, was den Coup sehr erleichtert. Der weitere Plan sieht vor, dass die Bande während des Gipfeltreffens ins Haus des Ministers im Villenviertel Kopenhagen-Hellerup eindringt und dort die Dokumente stiehlt. Die Vorbereitungen für diesen Coup werden durch einen plötzlichen Anruf von Yvonne unterbrochen: Die Geburt von Kjelds Enkelkind steht unmittelbar bevor. Hastig fährt er in die Frauenklinik, so dass Egon und Benny den Plan allein durchführen müssen. Wie sich herausstellt, hat Kjeld einen für den Coup enorm wichtigen Steckschlüssel in seiner Tasche mitgenommen, weshalb Benny und Egon ihm nachfahren und die Tasche aus der Frauenklinik holen müssen. 
Egons Plan besteht darin, mit Hilfe eines Panzers unbehelligt in das hermetisch abgesperrte Gebiet um das Haus des Ministers eindringen zu können. Auf dem Militärgelände angekommen, versucht Egon einen der dort abgestellten Panzer zu öffnen. Es stellt sich jedoch heraus, dass Benny nicht Kjelds Tasche, sondern eine echte Hebammentasche aus der Geburtsklinik mitgenommen hat. Mit Hilfe einer Geburtszange gelingt es Egon aber dennoch, den Panzer zu öffnen. Es gelingt ihm und Benny tatsächlich, ohne Probleme bis zum Haus des Ministers zu fahren, wo er den von Jensen einen Moment unbewachten Koffer öffnen und die Dokumente mitnehmen kann. Als er damit am nächsten Tag bei Hallandsen auftaucht, erhält er jedoch eine Hiobsbotschaft: Die Verhandlungen sind geplatzt, Dänemark wurde aus der EG ausgeschlossen und die Dokumente haben folglich ihren Wert verloren. 
Währenddessen sind Børge und Fie Eltern eines Sohnes geworden. Benny wird zum Paten des Kindes bestimmt, während Egon durch den Kriminalassistenten Holm wieder einmal verhaftet wird.

## Deutsche Synchronisationen
Wie alle Filme der Reihe wurde Die Olsenbande ergibt sich nie in der DDR von der DEFA synchronisiert. Egon, Benny und Kjeld wurden wie üblich von Karl Heinz Oppel, Peter Dommisch und Erhard Köster synchronisiert, Yvonne zum ersten Mal von Helga Sasse. Die Synchronregie führte Hans-Robert Wille.
In Westdeutschland erschien 1990 die Synchronisation des ZDF unter dem Titel Dänemark wird ruiniert.